# Résolution 1851 du Conseil de sécurité des Nations unies
Membres permanents
- Chine
- États-Unis
- France
- Royaume-Uni
- Russie

Membres non permanents
- Afrique du Sud
- Burkina Faso
- Belgique
- Costa Rica
- Croatie
- Indonésie
- Italie
- Libye
- Panama
- Viet Nam

Résolution no 1850 Résolution no 1852
La résolution 1851 du Conseil de sécurité des Nations Unies a été adoptée à l'unanimité le 16 décembre 2008. Elle concerne la lutte contre la piraterie depuis les côtes de la Somalie, dans la continuité des résolutions 1814 (2008), 1816 (2008), 1838 (2008), 1844 (2008), et 1846 (2008).

## Résolution
À la suite d'une lettre du 9 décembre 2008 du Gouvernement fédéral de transition somalien adressée au Secrétaire général, sollicitant une assistance internationale pour lutter contre la recrudescence de la piraterie et des vols à main armée en mer dans ce pays, le Conseil de sécurité a décidé que, pour l'année prochaine, les États et les organisations régionales coopérant dans la lutte contre ces actions au large des côtes somaliennes pourrait prendre toutes les mesures nécessaires « appropriées en Somalie » pour interdire à ceux qui utilisent le territoire somalien de planifier, faciliter ou d'entreprendre de tels actes.
Agissant en vertu du Chapitre VII de la Charte des Nations unies par l'adoption à l'unanimité de cette résolution, sous la houlette des États-Unis, le Conseil a appelé les États et les organisations en mesure de le faire à participer activement à la lutte contre la piraterie et les vols à main armée au large des côtes somaliennes en déployant des navires de guerre et des avions militaires, et en saisissant et en éliminant les bateaux et les armes utilisés dans la commission de ces crimes..
Le Conseil a invité tous ces États et organisations régionales à conclure des accords ou des arrangements spéciaux avec les pays disposés à arrêter les pirates afin d'embarquer des agents chargés de l'application des lois (appelés « shipriders ») de ces derniers pays afin de faciliter les enquêtes et les poursuites contre les personnes arrêtées ou détenues à la suite des opérations menées dans le cadre de cette résolution.
L'adoption de la résolution a conduit à la création du Groupe de contact sur la piraterie au large des côtes somaliennes (CGPCS).

## Voir également
- Piraterie autour de la Corne de l'Afrique
- Opération Atalante
- Opération Ocean Shield